# Duncan (Carolina del Sur)
Duncan es un pueblo ubicado en el Condado de Spartanburg en el estado estadounidense de Carolina del Sur. El pueblo en el año 2000 tiene una población de 2.870 habitantes en una superficie de 9.1 km², con una densidad poblacional de 316 personas por km². 

## Geografía
Duncan se encuentra ubicado en las coordenadas 34°56′6″N 82°8′5″O / 34.93500, -82.13472. Según la Oficina del Censo, el pueblo tiene un área total de 9,1 km² (3,5 mi²), de la cual 9,1 km² (3,5 mi²) es tierra y 0 km² (0 mi²) (0.0%) es agua.

## Demografía
En el 2000 la renta per cápita promedia del hogar era de $27.974, y el ingreso promedio para una familia era de $28.547. El ingreso per cápita para la localidad era de $13.194. En 2000 los hombres tenían un ingreso per cápita de $27.236 contra $21.585 para las mujeres. Alrededor del 20.30% de la población estaba bajo el umbral de pobreza nacional. 
Cheraw es el centro de un cluster urbano con una población total de 9.069 (censo 2000).